# Stevan Josifović
Stevan Josifović (* 3. März 1906 in Novi Sad; † 1988) war ein jugoslawischer Klassischer Philologe und Althistoriker.
Nach dem Studium an der Universität Belgrad lehrte Josifović an der Universität Novi Sad Klassische Philologie. 1954 wurde er zum Universitätsdozenten ernannt, 1960 zum außerordentlichen Professor.
Als Philologe behandelte Josifović hauptsächlich die griechische Literatur der Zeit des Hellenismus (Lykophron aus Chalkis) und die antiken Fabeln (Äsop). Daneben beschäftigte er sich mit der Rezeption der antiken (griechischen und lateinischen) Literatur in den südslawischen Nationalliteraturen, besonders im Kroatischen, seiner Muttersprache.
Als Althistoriker forschte Josifović zur Kulturgeschichte der Balkanhalbinsel, besonders zur Geschichte der Illyrer und Daker.

## Anmerkung
1. ↑  Vgl. u. a. Stevan Josifović: Lykophron 8. In: Paulys Realencyclopädie der classischen Altertumswissenschaft (RE). Supplementband XI, Stuttgart 1968, Sp. 888–930 (Digitalisat).

| Personendaten    | Personendaten                                          |
| ---------------- | ------------------------------------------------------ |
| NAME             | Josifović, Stevan                                      |
| KURZBESCHREIBUNG | jugoslawischer Klassischer Philologe und Althistoriker |
| GEBURTSDATUM     | 3. März 1906                                           |
| GEBURTSORT       | Novi Sad                                               |
| STERBEDATUM      | 1988                                                   |